# Фролова, Виктория Константиновна
Виктория Константиновна Фролова (род. 15 октября 1991) — российская спортсменка, бронзовый призёр чемпионатов России по вольной борьбе 2012 и 2013 годов, мастер спорта России. Её наставниками в разные годы были Лидия Карамчакова, Ю. В. Голиков и Виктор Райков. Выступала в тяжёлой весовой категории (до 75 кг).

## Спортивные результаты
- Чемпионат России по женской борьбе 2013 года — ;
- Чемпионат России по женской борьбе 2012 года — ;